# Duitsland op het Eurovisiesongfestival 1957
West-Duitsland was gastheer van het Eurovisiesongfestival 1957 in Frankfurt am Main. Het was de tweede deelname van het land op het Eurovisiesongfestival. De selectie verliep via Zwei auf einem Pferd, dat plaatsvond op 17 februari 1957. HR was verantwoordelijk voor de West-Duitse bijdrage voor de editie van 1957.

## Selectieprocedure
Zwei auf einem Pferd werd gehouden op 17 februari in het Großer Sendesaal des HR in Frankfurt en werd gepresenteerd door Hans-Joachim Kuhlenkampff.
| Plaats | Artiest          | Lied                          | Punten |
| ------ | ---------------- | ----------------------------- | ------ |
| 1      | Margot Hielscher | Telefon, Telefon              | 36     |
| 2      | Renée Franke     | Ich brauche dein Herz         | 18     |
| 3      | Paul Kuhn        | Das Klavier über mir          | 17     |
| 4      | Illo Schieder    | Was machen die Mädchen in Rio | 9      |

## In Frankfurt am Main
In Frankfurt am Main trad gastland West-Duitsland aan als zevende van tien deelnemers, na Nederland en voor Frankrijk. Aan het einde van de avond stond West-Duitsland op een vierde plek, met acht punten. Opmerkelijk was dat zes van de acht punten afkomstig waren van Frankrijk. België en Italië zorgden voor de overige punten.
België · Denemarken · Duitsland · Frankrijk · Italië · Luxemburg · Nederland · Oostenrijk · Verenigd Koninkrijk · Zwitserland
1956 · 1957 · 1958 · 1959 · 1960 · 1961 · 1962 · 1963 · 1964 · 1965 · 1966 · 1967 · 1968 · 1969 · 1970 · 1971 · 1972 · 1973 · 1974 · 1975 · 1976 · 1977 · 1978 · 1979 · 1980 · 1981 · 1982 · 1983 · 1984 · 1985 · 1986 · 1987 · 1988 · 1989 · 1990 · 1991 · 1992 · 1993 · 1994 · 1995 · 1996 · 1997 · 1998 · 1999 · 2000 · 2001 · 2002 · 2003 · 2004 · 2005 · 2006 · 2007 · 2008 · 2009 · 2010 · 2011 · 2012 · 2013 · 2014 · 2015 · 2016 · 2017 · 2018 · 2019 · 2020 · 2021 · 2022 · 2023 · 2024 · 2025